# رینگ (چرخ)

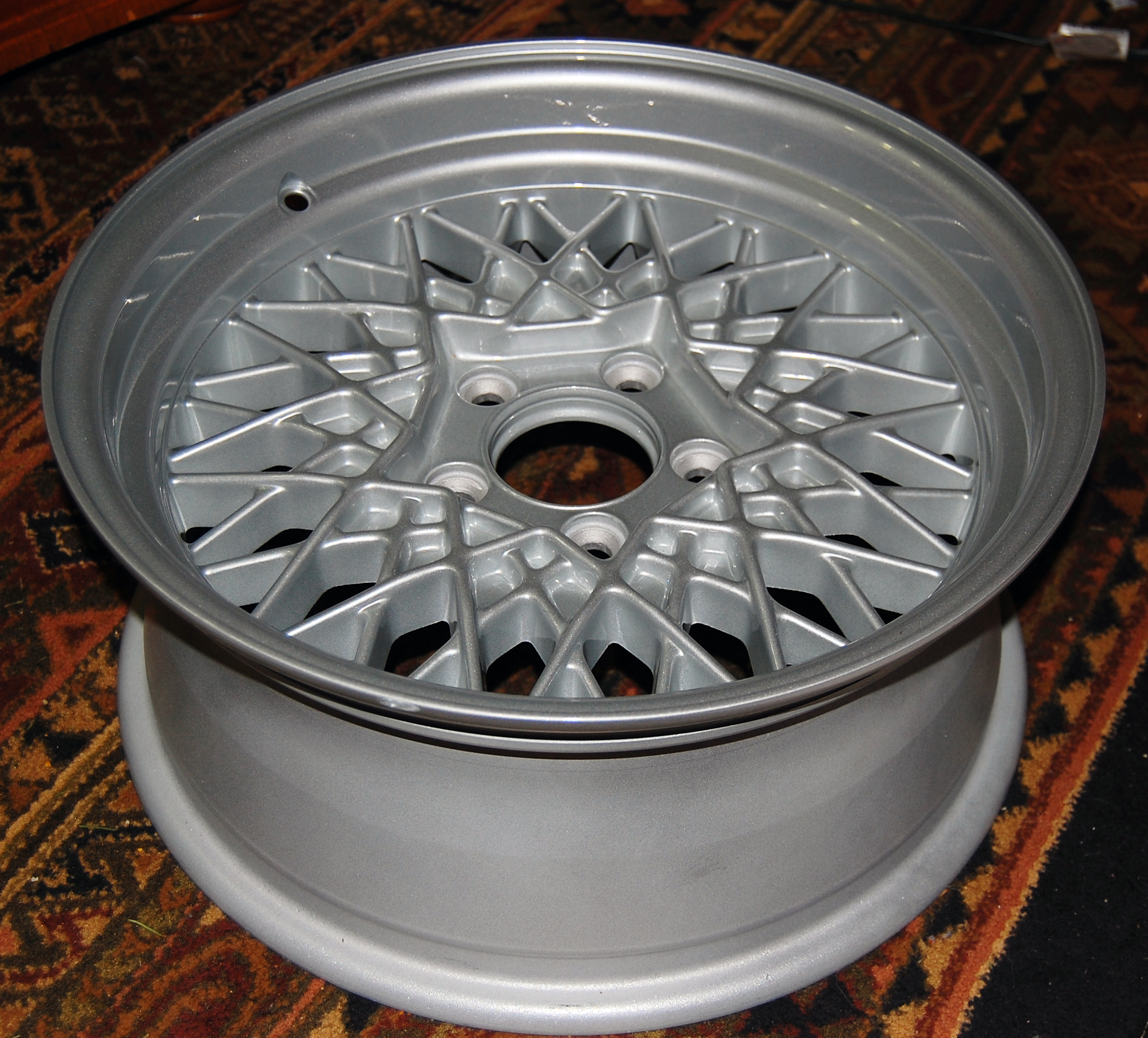
یک رینگ از جنس آلیاژ آلمینیوم

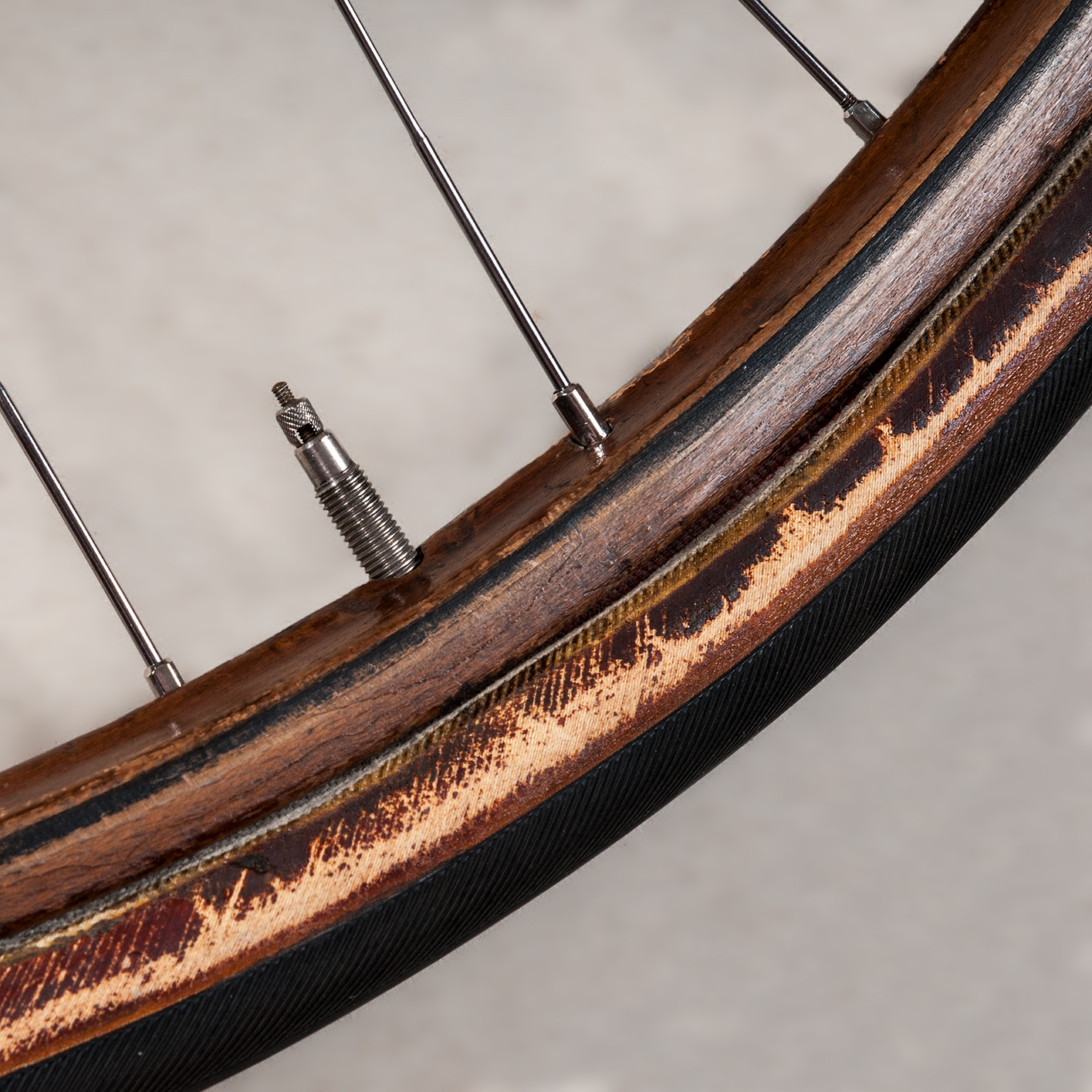

رینگ یا طوقه حلقه‌ای است فلزی که هسته مرکزی در یک تایر است. به عبارت دیگر یک تایر بر روی یا دور یک رینگ یا طوقه باد می‌شود. رینگ‌ها بسته به نوع خودرو دارای تنوع زیادی هستند. از انواع رینگ به صورت فانتزی و برای زیبایی خودرو به میزان زیادی تولید شده‌است.